# Zamarada iranica
Zamarada iranica là một loài bướm đêm trong họ Geometridae.